# Assef Chaoukat
Assef Chaoukat (arabe : آصف شوكت), né à Tartous le 15 janvier 1950 et tué dans un attentat à Damas le 18 juillet 2012 est un homme politique et responsable des renseignements syriens.

## Parcours
Assef Chaoukat est né dans une famille alaouite dans le village d'Al-Madehleh dans la région de Tartous en Syrie le 15 janvier 1950. Il a grandi dans un confort modeste et a étudié le droit et l'histoire à l'Université de Damas avant de rejoindre l'armée arabe syrienne à la fin des années 1970.
Il entre à la faculté militaire et devient, en 1979, officier de l’armée de terre. Il intègre une unité spéciale qui participe aux événements de Hama en 1982, où le régime réprima, dans le sang, la révolte de la population.
Chaoukat est accusé d’avoir mené plusieurs opérations de terrorisme d’État à l’étranger pour le compte du régime syrien.
Fin octobre 1983, les ambassadeurs de Jordanie en Inde et en Italie sont blessés par balles. La même année, plusieurs diplomates jordaniens sont grièvement blessés. Le 24 mars 1984, une bombe explose à l'extérieur de l'hôtel InterContinental de Amman pendant la visite de la reine Elizabeth II dans la capitale jordanienne. Le 4 décembre 1984, le premier conseiller à l'ambassade de Jordanie en Roumanie est assassiné par balle alors qu'il emmenait son fils de cinq ans à l'école.
Chaoukat a aussi été accusé d'être derrière l'explosion d'une bombe dans les bureaux de la compagnie aérienne jordanienne à Madrid (en), ainsi que l'assassinat du premier conseiller à l'ambassade de Jordanie en Turquie (ar) en juillet 1985.
Cette campagne sanglante serait un message envoyé à la Jordanie et à la Turquie afin qu’elles cessent d’accueillir des opposants à Hafez al-Assad.
Vice-ministre syrien de la Défense d'août 2011 à sa mort, il est le mari de Bouchra al-Assad, sœur aînée du président Bachar al-Assad. À l'automne 1999, Maher al-Assad, frère cadet de Bachar, se dispute avec Assef Chaoukat et lui tire à bout portant dans l'estomac.
Chaoukat est discrètement soigné en France,..
Il est par la suite devenu un important dirigeant des services de renseignements.
Responsable de la protection de Imad Moughnieh, son assassinat par le Mossad au cœur de Damas en 2008 accélère la disgrâce de Chaoukat
Lors du conflit syrien de 2011-2012, Assef Chaoukat fait l'objet de sanctions internationales. Il meurt le 18 juillet 2012 à la suite d'un attentat,. Certaines hypothèses imputent cet attentat au régime lui-même, n'appréciant pas que Chaoukat pousse vers un dialogue avec l'opposition.